# Cussey-les-Forges
Cussey-les-Forges település Franciaországban, Côte-d’Or megyében. Lakosainak száma 147 fő (2022. január 1.). Cussey-les-Forges Vals-des-Tilles, Marey-sur-Tille, Vernois-lès-Vesvres, Avot, Foncegrive, Grancey-le-Château-Neuvelle és Chalancey községekkel határos.

## Népesség
A település népességének változása:
| Lakosok száma | 177  | 109  | 112  | 130  | 132  | 133  | 138  | 144  | 143  | 147  |
|               | 1968 | 1982 | 1990 | 2006 | 2013 | 2015 | 2017 | 2019 | 2020 | 2022 |